# Gonatocerus australica
Gonatocerus australica är en stekelart som beskrevs av Girault 1913. Gonatocerus australica ingår i släktet Gonatocerus och familjen dvärgsteklar. Inga underarter finns listade i Catalogue of Life.